# Fimbristylis pallidula
Fimbristylis pallidula là loài thực vật có hoa trong họ Cói. Loài này được L. mô tả khoa học đầu tiên.